# Duffin-Schaeffer-Vermutung
Die Duffin–Schaeffer-Vermutung wurde 1941 von R. J. Duffin und A. C. Schaeffer formuliert und 2019 von Dimitris Koukoulopoulos und James Maynard bewiesen. Sie ist damit auch ein Lehrsatz der analytischen Zahlentheorie.

## Aussage
Sei {\displaystyle f:\mathbb {N} \rightarrow \mathbb {R} ^{+}} eine beliebige Funktion, die positive Werte annimmt. Es gibt für Lebesgue-fast alle {\displaystyle \alpha } unendlich viele rationale Zahlen {\displaystyle {\tfrac {p}{q}}} mit teilerfremden {\displaystyle p,q\in \mathbb {N} } und
{\displaystyle \left|\alpha -{\frac {p}{q}}\right|<{\frac {f(q)}{q}}},
genau dann, wenn
{\displaystyle \sum _{q=1}^{\infty }f(q){\frac {\varphi (q)}{q}}=\infty }
mit der Eulerschen Phi-Funktion {\displaystyle \varphi (q)} gilt. Die Schlussfolgerung oder Hinrichtung kann mit dem Lemma von Borel-Cantelli bewiesen werden. Die Rückrichtung wurde 2019 von Koukoulopoulos und Maynard bewiesen.

## Beispiele
Für {\displaystyle f(q)={\frac {1}{q}}} folgt aus dem Approximationssatz von Dirichlet, dass alle irrationale Zahlen {\displaystyle \alpha } die gewünschte Eigenschaft haben. Der Satz von Chintschin gibt die Aussage der Duffin-Schaeffer-Vermutung für den Fall, dass {\displaystyle (qf(q))_{q\in \mathbb {N} }} eine monoton fallende Folge und {\displaystyle \sum _{q=1}^{\infty }f(q)=\infty } ist.